# NBA 2K19
NBA 2K19 est un jeu-vidéo de simulation de basket-ball développé par Visual Concepts et édité par 2K Sports. Il s'agit du vingtième opus de la franchise NBA 2K et le successeur de NBA 2K18. Giannis Antetokounmpo des Bucks de Milwaukee apparaît sur la jaquette de l'édition standard, tandis que LeBron James des Lakers de Los Angeles apparaît sur l'édition 20e Anniversaire.
NBA 2K19 est sorti le 11 septembre 2018 pour Microsoft Windows, Nintendo Switch, PlayStation 4, Xbox One. Il a reçu des critiques généralement favorables, qui ont salué le gameplay novateur. Certains pensent qu'il s'agit du meilleur épisode de la franchise, tandis que d'autres mettent l'accent critique sur les micro-transactions. Le mode carrière dispose des commentaires en mandarin, une première dans l'histoire de la série.

## Développement
NBA 2K19 a été officiellement annoncé le 5 juin 2018 et est sortie le 11 septembre 2018. Les joueurs ayant pré-commandé l'édition 20e Anniversaire du jeu l'ont reçu le 7 septembre 2018. Il s'agit du premier jeu de la franchise depuis NBA 2K6 (Xbox 360) et NBA 2K7 (PlayStation 3) à ne pas proposer d'éditions sur ces deux plateformes. Le jeu est sorti sur Microsoft Windows, Nintendo Switch, PlayStation 4, Xbox One, iOS et Android. Giannis Antetokounmpo des Bucks de Milwaukee apparaît sur la jaquette de l'édition standard du jeu, tandis que LeBron James des Lakers de Los Angeles apparaît sur la jaquette de l'édition 20e Anniversaire du jeu, qui comprend divers bonus. James était déjà présent la jaquette de l'édition standard de NBA 2K14.

## Bande originale
Composée par Travis Scott
- ASAP Twelvyy , A$AP Ferg - Hop Out
- Alison Wonderland - Cry
- Angel The God - The Life
- BadBadNotGood - Speaking Gently
- Ball Park Music - Hands off My Body
- Bishop Nehru - Driftin’
- Black Veil Brides - The Last One
- Brockhampton - ZIPPER
- Bruno Mars - Finesse ft. Cardi B
- Cal-A - We On It ft. P-Lo, Rexx Life Raj
- Childish Major - NoEyeInTeam
- Dilated Peoples - Live On Stage (Live)
- Dribble2Much - Ankle Bully
- Dua Lipa - New Rules (Alison Wonderland Remix)
- EMoneyOne11, Skippa Da Flippa  - Swervin
- Fall Out Boy - The Last of the Real Ones
- Frisco, Shorty, JME - Go Thru Face
- G Herbo - Man Now
- GTA, Anna Lunoe, Dillon Francis, Wax Motif - I Can’t Hold On
- Higher Bothers - Chanel
- Jerreau - Really Got It
- Keys N Krates - Music To My Ears ft. Tory Lanez
- King Krule - Dum Surfer
- Lil' Flip - Game Over
- Lil' Troy - Wanna Be A Baller
- Lil Uzi Vert - Sauce It Up
- Marshmello, Leah Culver - Fly
- Migos - Stir Fry
- Miguel, Travis Scott - Sky Walker
- Mike Jones, Paul Wall - Slim Thug
- Nef the Pharaoh - Big Tymin
- PARTYNEXTDOOR, Halsey - Damage
- Pi'erre Bourne - Hacked My Instagram
- PRhyme - Rock It
- Rexx Life Raj, Kembe X - Flightman
- Rich Brian - Attention ft. Offset
- Sheck Wes - Mo Bamba (en)
- Skepta - No Security
- SOB X RBE - Anti
- Supa Bwe - Up Right Now ft. Xavier Omar
- The Beatnuts - No Escapin This
- The Gap Band - Outstanding
- Three Days Grace - The Mountain
- Toro y Moi - Mirage
- Travis Scott - Antidote
- Travis Scott - A-Team
- Travis Scott - Sweet sweet
- Trippie Redd, Travis Scott - Dark Knight Dummo
- Young M.A. - Praktice

## Accueil
NBA 2K19 a reçu un accueil « globalement favorable » de critiques, d'après Metacritic.
Electronic Gaming Monthly a donné au jeu la note de 7/10 et écrit: « NBA 2K19 avait une réelle opportunité d'apprendre de ses erreurs de l'année dernière et il l'a fait ». Malheureusement, « tout cela est gâché par un système prédateur des micro-transactions ».